# Lorenz Maurer
Lorenz Maurer (* 27. Februar 2009 in Aberdeen, Schottland) ist ein österreichischer Fußballspieler.

## Karriere
Maurer begann seine Karriere beim USV Ottendorf. Zur Saison 2020/21 wechselte er zum FC Gleisdorf 09. Zur Saison 2022/23 schloss er sich dem TSV Hartberg an. Zur Saison 2024/25 wechselte er in die Akademie des SV Lafnitz.
Noch bevor Maurer in Lafnitz für die U-18-Mannschaft oder die Amateure gespielt hatte, debütierte er im Februar 2025 für die Profis der Steirer in der 2. Liga, als er am 17. Spieltag jener Saison gegen den FC Liefering in der 85. Minute für Luca Butkovic eingewechselt wurde.